# Justicia moretiana
Justicia moretiana är en akantusväxtart som beskrevs av Nicolaas Laurens Nicolaus Laurent Burman. Justicia moretiana ingår i släktet Justicia och familjen akantusväxter. Inga underarter finns listade i Catalogue of Life.